# Samarra
Samarra (en árabe: سامرّاء‎, romanizado: Sāmarrā’) es una ciudad de Irak emplazada sobre la margen oriental del río Tigris, en la Gobernación de Saladino, a unos 125 km al norte de Bagdad. En 2002 contaba con una población de 201 700 habitantes. En 2007 fue incluida en la Lista del Patrimonio de la Humanidad en peligro de la Unesco.

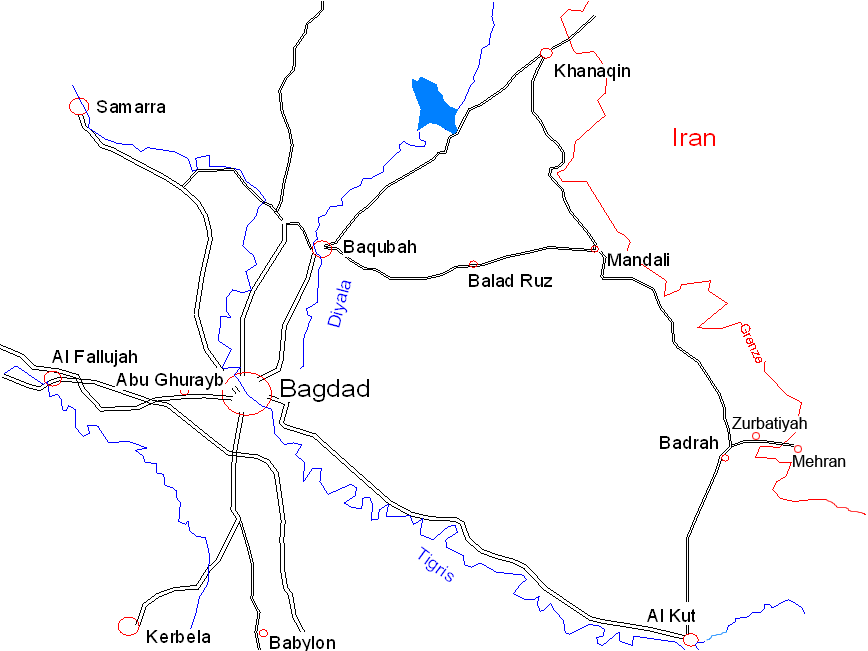
Localización de Samarra, al norte de Bagdad.

## Toponimia
Los etimólogos islámicos medievales creían que el topónimo “Samarra” provenía de la frase árabe سر من رأى (sar man ra'à), que se traduciría como «una delicia para la vista».

## Historia
Una primera fundación abasí, frustrada, tuvo lugar durante el reinado del famoso Harún al-Rashid, quien, para conmemorar la construcción de un canal, ordenó la creación de la ciudad octogonal de al-Mubarak -la moderna Husn al-Qadisiya- abandonada sin concluir en 796 y planificada según el rígido diseño jerárquico de la Bagdad circular de al-Mansur, el cual representa, en cierto modo, el modelo primigenio de ciudad palatina, autónoma, cuya multiplicación y aglomeración desordenada constituye el urbanismo específico de Samarra durante la breve vida de la ciudad. Así, su principal impulsor, el califa al-Mutawakil, promueve la edificación de una veintena de estas unidades urbanopalatinas en Samarra, sin más nexo de unión que una gran avenida paralela al río.
Es en el año 835 cuando el califa al-Mutasim, hijo de Harún al-Rashid, decide fundar una nueva capital en la misma zona, abandonando la vieja capital Bagdad. Fue una respuesta política ante los conflictos creados por la implantación de sus tropas mercenarias, conformadas por mamelucos, como respuesta al peso de las élites árabes en el gobierno abasí. Su principal edificación es el gigantesco palacio Dar-al-Amma o Jawsaq al-Jaqani -denominaciones interpretadas a veces no como sinónimas, sino como referencias a la parte pública y la zona privada, respectivamente-, cuyos restos se extienden por 170 ha al norte de la actual población. 
Al-Mutawakil ordena, por su parte, la fundación de dos grandes complejos: al-Mutawakiliya, la ciudad del califa, al norte de la ciudad de al-Mutasim, y Balkuwara, al sur, para el heredero. Obras suyas son, además, la gran mezquita congregacional - la Gran Mezquita de Samarra, construida en 847 y destruida en 1278 por el Jan Hulagu, de la cual hoy solo queda la muralla perimetral y el gigantesco minarete, llamado Malwiyya, en forma de zigurat. Su modelo fue rápidamente seguido en la propia Samarra y en El Cairo, en la Mezquita de Ibn Tulun-; la mezquita Abu Dulaf, en al-Mutawakiliya, en todo semejante a la anterior, si bien de menor tamaño; y el palacio de al-Istabulat. Otros edificios importantes de la ciudad son el palacio de Qars al-'Ashiq, probablemente de tiempos de al-Mutamid, en la otra orilla, frente al Dar al-Amma; la Qubbat al-Sulaybiyya, al sur del anterior y, en apariencia, un mausoleo; y el palacio de caza al-Musarrat, a la entrada de un gran coto cinegético.
Samarra fue capital califal hasta el año 892, cuando el califa al-Mutamid decidió volver a Bagdad. Durante todo este período la ciudad fue una de las más suntuosas metrópolis del hemisferio norte, extendiéndose a lo largo de 50 km a orillas del Tigris. Albergó la mayor mezquita que el mundo islámico jamás había conocido,
En el siglo XX la ciudad, parte del Estado de Irak, cobró importancia cuando se creó un lago-embalse cerca de allí, el lago Tharthar, originando una migración y crecimiento demográfico. Es una ciudad básicamente chií. En la ciudad hay numerosos monumentos, mezquitas, tumbas de líderes chiíes. Los chiíes, a pesar de ser la mayoría, eran oprimidos por el gobierno del dictador Sadam Huseín.
La invasión de Irak de 2003 trajo a una coalición militar liderada por estadounidenses y británicos, que invadió el país y derrocó a Hussein, provocando una gran tensión. Pronto empezó una larga serie de atentados contra las fuerzas de ocupación y contra quienes colaboraran con ellas (chiíes en su mayor parte), seguida de una larga serie de muertes que pareció llegar a su punto crítico con la destrucción, por un atentado (cuya autoría nunca fue aclarada), de la cúpula dorada del monumento más conocido de Samarra: la mezquita chií Al Askari.